# Suckow
 (novembre 2015).
Si vous disposez d'ouvrages ou d'articles de référence ou si vous connaissez des sites web de qualité traitant du thème abordé ici, merci de compléter l'article en donnant les références utiles à sa vérifiabilité et en les liant à la section « Notes et références ».
Suckow (autrefois Sukowe) est un village de la commune d'Allemagne de Flieth-Stegelitz dans l'arrondissement d'Uckermark (Brandebourg). Il ne doit pas être confondu avec la commune du même nom dans le Mecklembourg-Poméranie-Occidentale.

## Histoire

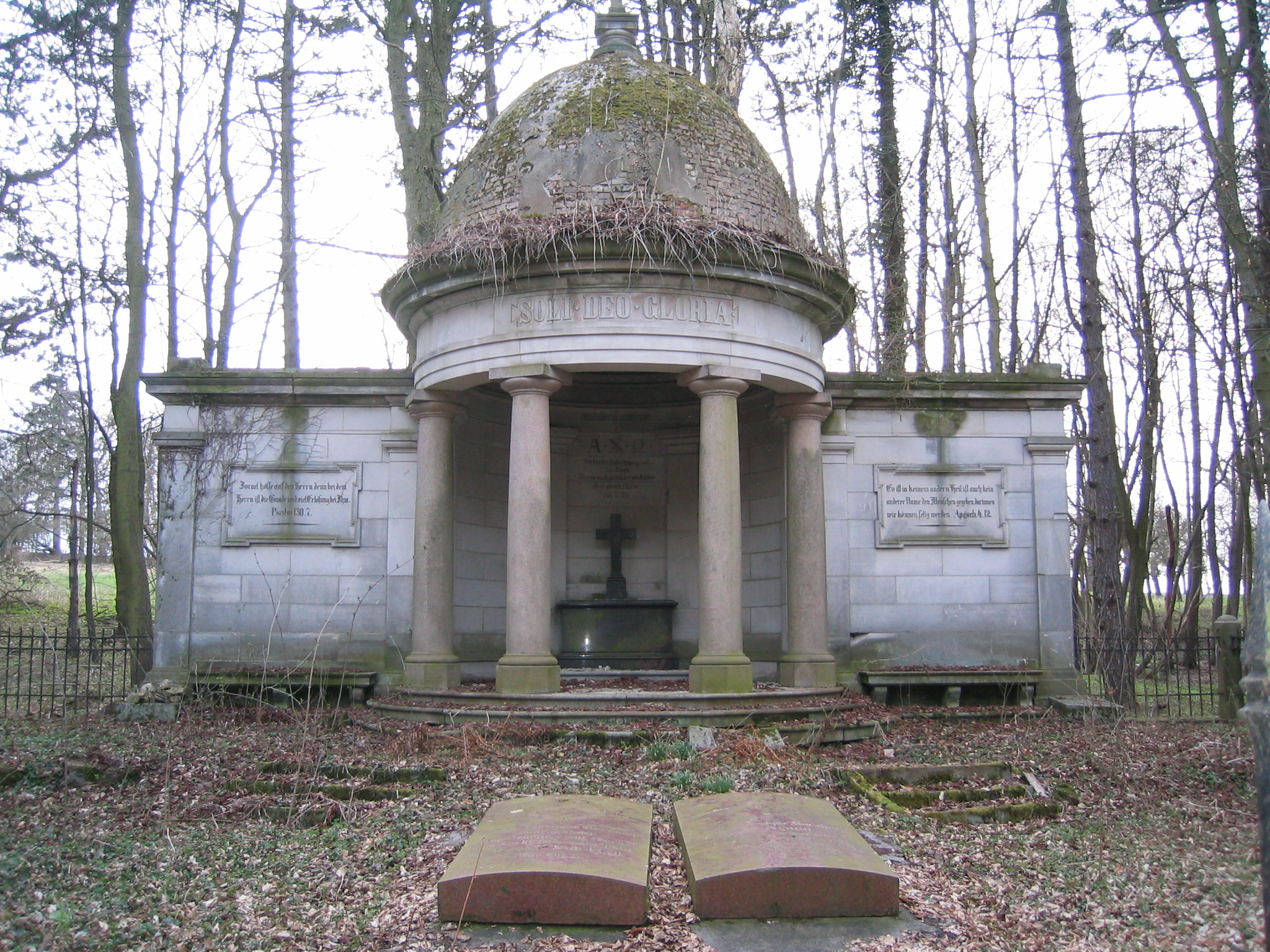
Mausolée des Arnim

Le village a été fondé en 1206 et a appartenu comme bien seigneurial à la famille von Arnim (qui possédait d'autres villages alentour) à partir de 1577. Elle construit le château en style baroque en 1734. De luxueuses écuries, jardins d'hiver et orangerie sont construites au milieu du XIXe siècle. La famille vend le domaine en 1927. Le château brûle totalement en 1945 pendant l'avancée des troupes soviétiques. Il ne  reste plus que la partie nord. Le domaine est confisqué et devient une entreprise d'État de machines agricoles. Le mausolée, restauré au début des années 2000, de la famille von Arnim se trouve toujours dans le parc de l'ancien château.
L'aile subsistante du château a été entièrement restaurée en 2008-2010 et a été transformée en hôtel-restaurant de standing avec bains japonais dans le parc. Ses salons peuvent être loués pour des réceptions.